# Harmaja
Harmaja (en sueco: Gråhara) es una isla y un faro en las afueras de Helsinki, en el sur de la fortaleza de Suomenlinna. La isla ha estado funcionando como un punto de referencia desde el siglo XVI. Una estructura histórica fue construida en la isla en el siglo XVIII y un Faro en 1883. El primer faro fue de sólo 7,3 m de altura y pronto demostró ser demasiado bajo. En 1900 se duplicó la altura mediante la creación de un edificio rectangular de ladrillo sobre un basamento de granito. Una sirena alertó a grandes barcos en la niebla y en condiciones de mala visibilidad. El faro está totalmente automatizado hoy.
También hay una estación experimental en la isla. Durante los Juegos Olímpicos de Verano de 1952 era el centro del evento de vela olímpica.